# Kazuto Sakata

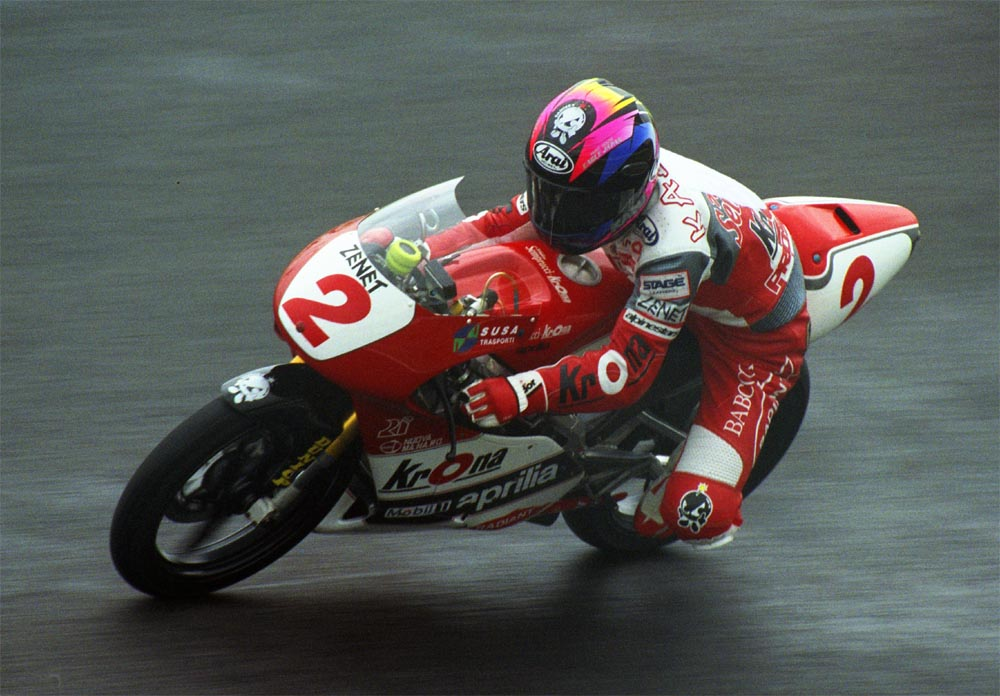
Sakata auf Aprilia beim Grand Prix von Japan 1994

Kazuto Sakata (jap. 坂田 和人, Sakata Kazuto; * 15. August 1966 in Tokio, Japan) ist ein ehemaliger japanischer Motorradrennfahrer.
In den Jahren 1994 und 1998 wurde er in der 125-cm³-Klasse der Motorrad-WM Weltmeister auf Aprilia.

## Karriere
Kazuto Sakata begann seine Karriere in der japanischen 125-cm³-Meisterschaft, die er im Jahr 1990 gewinnen konnte. In der Motorrad-Weltmeisterschaft debütierte er erst im relativ hohen Alter von 25 Jahren 1991 beim Grand Prix von Japan auf einer Honda in der Klasse bis 125 cm³. Das erste Mal auf sich aufmerksam machte er dann beim letzten Saisonlauf, dem Grand Prix von Malaysia, als er die Pole-Position einfuhr und später im Rennen hinter Weltmeister Loris Capirossi Zweiter wurde. In der Gesamtwertung belegte er mit 55 Punkten den 13. Platz.
In der folgenden Saison lief es für Sakata weniger vielversprechend, trotz dreier Pole-Positions konnte er keinen Podestplatz einfahren und belegte mit 42 Punkten den 14. Gesamtrang. Deshalb dachte er am Saisonende auch daran, sich aus der Weltmeisterschaft wieder zurückzuziehen.
Zur Saison 1993 ging Sakata dann doch an den Start, wiederum auf Honda, und erlebte, obwohl er nicht Weltmeister wurde, die erfolgreichste Saison seiner Laufbahn. Nach drei zweiten Plätzen zum Saisonauftakt gelang ihm beim vierten Saisonrennen, dem Großen Preis von Spanien, knapp vor dem Deutschen Ralf Waldmann sein erster Sieg überhaupt. Beim Rennen im tschechischen Brünn folgte später sogar sein zweiter. Der Japaner kam in diesem Jahr bei allen 14 Rennen ins Ziel, fuhr 13-mal aufs Siegerpodest und wurde mit 14 Punkten Rückstand auf seinen Teamkollegen Dirk Raudies Vize-Weltmeister.
Trotz der sehr erfolgreichen Saison auf Honda entschied sich Sakata zur Saison 1994 zu Aprilia zu wechseln. Bereits in seinem ersten Jahr für den italienischen Hersteller konnte er den Weltmeistertitel gewinnen. Mit drei Siegen, insgesamt acht Podestplätzen und sieben Pole-Positions siegte er überlegen mit 30 Zählern Vorsprung vor seinem Landsmann Noboru Ueda.
In der folgenden Saison reichte es für Kazuto Sakata mit zwei Siegen, aber 74 Punkten Rückstand auf Weltmeister Haruchika Aoki noch zur Vizeweltmeisterschaft. In der Saison 1996 gelangen ihm nur zwei dritte Plätze und er belegte abgeschlagen den achten Gesamtrang. Im Jahr 1997 ging es für Sakata dann wieder bergauf, er konnte siebenmal aufs Podest fahren und schaffte den vierten WM-Rang.
In der Saison 1998 konnte Sakata auf Aprilia im Team UGT 3000 dann seinen zweiten WM-Titel gewinnen. Nachdem der Weltmeister des Vorjahres, Valentino Rossi, in die 250-cm³-Klasse gewechselt war, startete er sofort mit einem Sieg bei seinem Heim-Grand Prix in die Saison. Im ersten Teil der Saison gewann er insgesamt vier Rennen, im zweiten ließen seine Leistungen dann etwas nach und sein schärfster Konkurrent, Landsmann Tomomi Manako, kam ihm im Gesamtklassement noch bedrohlich nahe. Letztendlich schaffte Sakata es, einen Vorsprung von zwölf Punkten und damit seinen zweiten 125er-Titel ins Ziel zu retten.
Zur Saison 1999 wechselte Kazuto Sakata dann zurück auf Honda und startete für das M.T.P.-Team von Paolo Pileri, dem 125er-Weltmeister von 1975. Er schaffte es in diesem Jahr jedoch nicht ein einziges Mal aufs Siegerpodest, sein bestes Ergebnis war ein siebenter Platz beim Grand Prix von Katalonien. Sakata belegte schließlich mit nur 56 Punkten einen enttäuschenden 14. Platz in der Gesamtwertung und beendete daraufhin seine Karriere.
Insgesamt bestritt Kazuto Sakata in seiner Karriere 107 125-cm³-Grand Prix, von denen er elf gewinnen konnte. Er fuhr 41-mal aufs Siegertreppchen, errang 29 Pole-Positions und 29 Schnellste Rennrunden.

## Erfolge
- 1990 – Japanischer 125-cm³-Meister
- 1993 – 125-cm³-Vize-Weltmeister auf Honda
- 1994 – 125-cm³-Weltmeister auf Aprilia
- 1995 – 125-cm³-Vize-Weltmeister auf Aprilia
- 1998 – 125-cm³-Weltmeister auf Aprilia